# Parhexapodibius bactrianus
Parhexapodibius bactrianus är en djurart som tillhör fylumet trögkrypare, och som beskrevs av Vladimir I. Biserov 1999. Parhexapodibius bactrianus ingår i släktet Parhexapodibius och familjen Calohypsibiidae. Inga underarter finns listade i Catalogue of Life.